# 1918年俄语正写法改革
1918年俄语正寫法改革（羅馬化：Reforma russkoy orfografii 1918 goda）是发生在十月革命前后的俄语改革运动。这场运动修改了一些原有的正寫法规则，废除了І、Ѳ、Ѣ和Ѵ4个字母，并且删除了词尾不发音的字母ъ。

## 改革历史
这次正寫法改革经历了相当长时间的可行性讨论和充分准备后才开始实行。1904年，俄罗斯帝国科学院的阿列克谢·沙赫马托夫院士被委任领导一个科学院下属委员会，探讨拼写法改良的首要问题。1911年，科学院召开了特别会议，认可了委员会的工作，要求委员会尽快完成改革方案的主要部分，并宣布将于1912年正式公布改革方案。改革方案出台以后，大量著作改用新的拼写法成书、付印，比如俄国著名世界语学者彼得·斯托扬在1914年翻译的一些由世界语者阿贝兹古斯创作的故事。1917年5月11日（俄曆24日），拼写法改革方案以“俄语拼写法简化研讨会最终决议”的名义正式由俄国临时政府官方对外公布。5月17日（30日），临时政府教育部下发命令要求各州的督学立即实行新的拼写法，并在6月5日（俄历22日）再次下发相关命令。
十月革命后的1918年1月5日（俄曆1917年12月23日），一份由苏维埃人民委员会委员安纳托利·卢那察尔斯基院士起草的关于推广新拼写法的命令刊登在苏维埃人民委员会的机关报刊《工农临时政府报》（«Газета Временнаго Рабочаго и Крестьянскаго Правительства»），宣布自1918年1月13日（俄历1918年1月1日）起所有政令和政府出版物、报刊杂志等都要以新的拼写法编印发行。政令实施后第一份按照新拼写法拼写单词的出版物是《工农临时政府报》。这份报刊严格按照新拼写法拼写每个单词，尤其是字母ъ只用于音节划分而不再出现在词尾。然而，某些报刊对这个政令执行得更加“彻底”，比如中央执行委员会的《消息报》、苏共机关报《真理报》，里面一个字母ъ都没有；而一旦需要音节划分，就使用撇号代替ъ，类似于乌克兰语。

## 改革内容
1. 字母Ѣ原用于单词第六格词尾、重音或表示同音异义词的Е，现合并入Е；
2. 字母Ѳ原用于外来语Θ，字母Ф原用于外来语Φ，现合并为Ф；
3. 字母І原用于与元音相连或表示同音异义词的И，现合并入И；
4. 词尾和复杂词部分的硬音符号Ъ被移除，但保留作为分隔符号（如、等）；
5. 关于з/с前缀：所有前缀（实际上除了с-）在任何清辅音之前都以с结尾，在浊辅音之前和元音之前以з结尾（如、改写为）；
6. 形容词和分词的所有格和宾格形式，咝音后的-аго被-его取代（如改写为），其他情况下的-аго、-яго被-ого、-его取代（如、改写为、)，阴性和中性的主格和宾格复数形式-ыя、-ія合并入-ые、-ие（如改写为）；
7. 阴性复数形式-онѣ、-однѣ、-однѣхъ、-однѣмъ、-однѣми被-они、-одни、-одних、-одним、-одними取代；
8. 单数属格形式-ея被-её取代（如改写为）。

最后几项改革不仅影响了拼写，还影响了发音，特别是在诗歌中。此外，虽然改革未直接提及Ѵ（原用于外来语Υ），该字母改革前已处于事实上不被使用的状态，仅见于极少数宗教词汇，改革后不再出现在字母表中。

### 範例
- 改革前（页面存档备份，存于）
- 改革後（页面存档备份，存于）
- Philipp Ammon: Tractatus slavonicus.（页面存档备份，存于） in: Sjani (Thoughts) Georgian Scientific Journal of Literary Theory and Comparative Literature, N 17, 2016, pp. 248-56